# Karel Jan Clam-Martinic
Karel Jan z Clam-Martinic (celým jménem Karel Jan Nepomuk hrabě z Clam-Martinic) (23. května 1792, Praha – 29. ledna 1840 Vídeň) byl český šlechtic, rakouský generál a diplomat. 

## Biografie

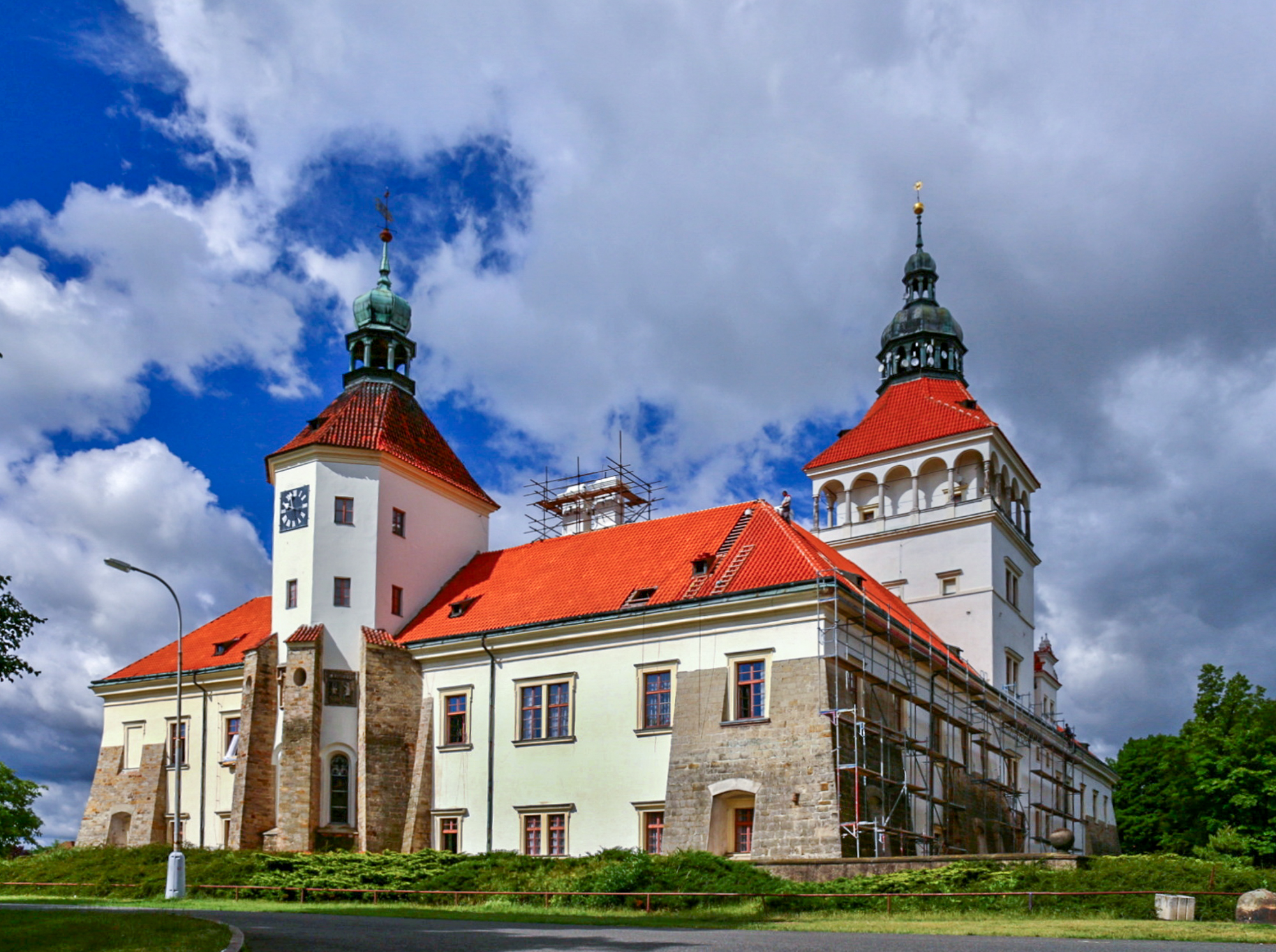
Zámek Smečno, sídlo rodu Clam-Martiniců

Pocházel ze starého rakouského šlechtického rodu Clamů, po matce byl potomkem vymřelého českého rodu Martiniců. Otec Karel Josef z Clam-Martinic (1760–1826) se v roce 1791 oženil s hraběnkou Marií Annou z Martinic (1768–1832), dcerou posledního mužského potomka Martiniců, Františka Karla (1733–1789). Z majetku vymřelého rodu Martiniců zdědila panství Smečno a Slaný, císařským majestátem z roku 1792 bylo povoleno užívání jména Clam-Martinic. 
Karel Jan studoval práva, ale během války v roce 1809 vstoupil jako dobrovolník do armády. V letech 1812–1815 byl pobočníkem maršála Karla Filipa ze Schwarzenbergu. V roce 1814 se v doprovodu generála Františka Kollera podílel na deportaci sesazeného císaře Napoleona na Elbu. Poté se zúčastnil Vídeňského kongresu a v roce 1815 byl již majorem u 2. hulánského pluku knížete Schwarzenberga, s nímž pobýval v Kyjově. V roce 1820 byl povýšen na plukovníka a stal se velitelem 4. kyrysnického pluku ve Svätém Juru v Horních Uhrách. Mezitím byl také pověřován diplomatickými úkoly, v letech 1824 a 1826 vykonal dvě cesty do Ruska a zúčastnil se také mezinárodních kongresů Svaté aliance. 
V roce 1830 byl povýšen do hodnosti generálmajora a stal se členem Dvorské válečné rady. Po nástupu Ferdinanda I. se v roce 1835 stal císařským generálním pobočníkem a nakonec i předsedou vojenské sekce ve státní radě. K datu 26. listopadu 1837 dosáhl hodnosti polního podmaršála. Ke své funkci ve státní radě přistupoval zodpovědně, a když se očekávalo jeho jmenování na post státního ministra, zemřel náhle na mrtvici ve věku 47 let.
Po otci zdědil v roce 1830 nejstarší rodové sídlo hrad Clam v Horním Rakousku, ještě za života matky převzal v roce 1830 také česká panství Smečno a Slaný. Kromě úprav zámku Smečno nechal roku 1832 vystavět uprostřed hřbitova empírovou rodinnou hrobku, kam nechal přenést ostatky svých předků a ve které byl po své smrti i sám pohřben.
Hrabě Clam-Martinic byl i příznivcem malířského umění a mecenášem, měl i výrazné spisovatelské nadání. Umožnil mimo jiné Josefu Vojtěchu Hellichovi studijní pobyt v Itálii.

## Rodina

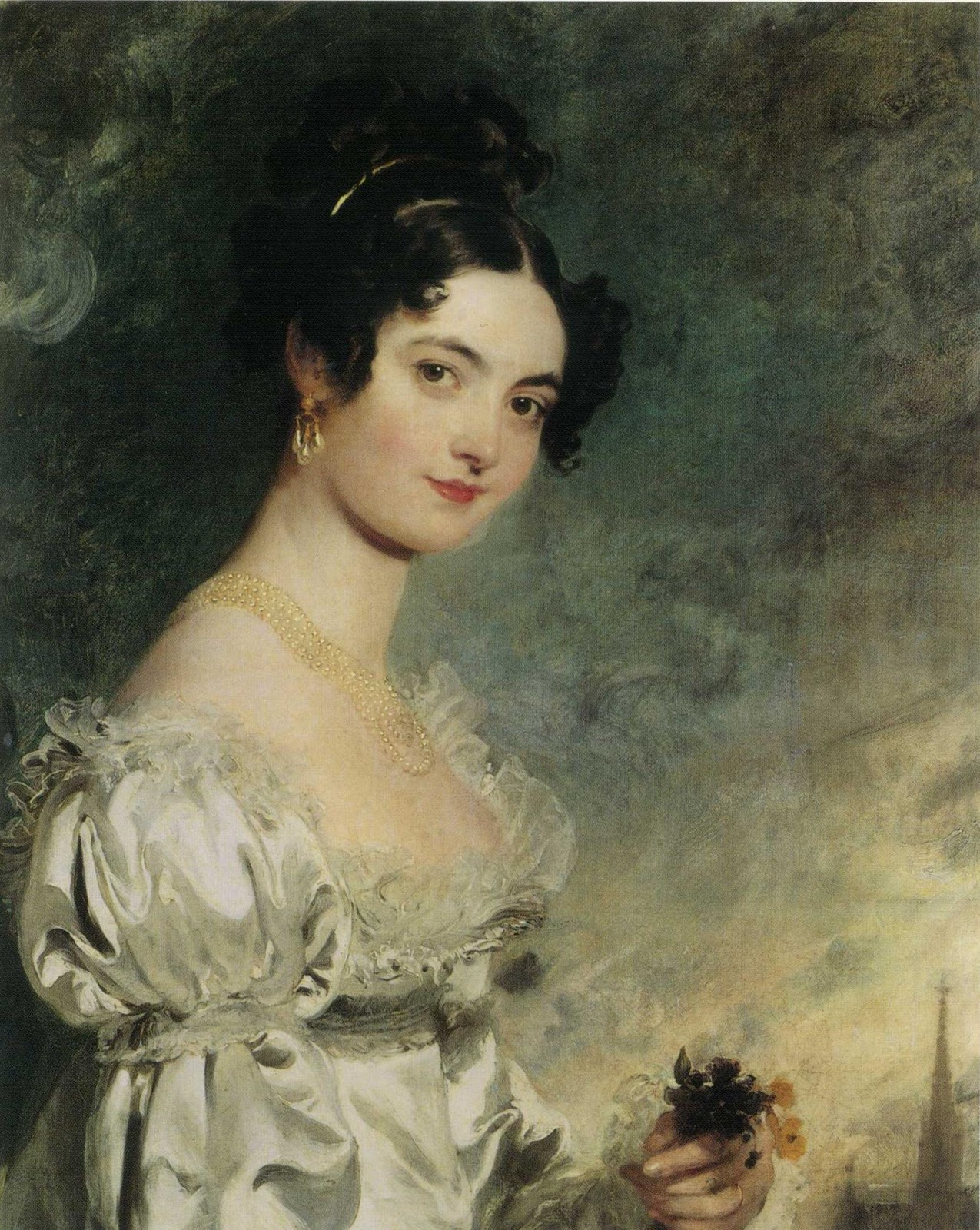
Lady Selina Meade, hraběnka Clam-Martinicová (1797–1872)

V roce 1821 se oženil se Selinou Carolinou Meade (1797–1872) z irské šlechtické rodiny, dcerou Richarda Meada, 2. hraběte z Clanwilliamu (1766–1805). Selina byla později c. k. palácovou dámou a dámou Řádu hvězdového kříže. Z manželství se narodily čtyři děti: 
- 1. Karolína Marie (1822–1898), c. k. palácová dáma, dáma Řádu hvězdového kříže, ∞ 1847 hrabě Leopold Lev z Thun-Hohensteinu (1811–1888), c. k. tajný rada, komoří, prezident českého zemského gubernia 1847–1848, ministr kultu a vyučování Rakouského císařství 1849–1860
- 2. Jindřich Jaroslav (1826–1887), poslanec Říšské rady a českého zemského sněmu, ∞ 1851 Augusta hraběnka von Salm-Reifferscheidt-Raitz (1833–1891)
- 3. Kristina Marie (1827–1910), c. k. palácová dáma, dáma Řádu hvězdového kříže, ∞ 1849 Hugo hrabě Nostic-Rieneck (1814–1884), poslanec českého zemského sněmu
- 4. Richard (1832–1891), c. k. tajný rada, komoří, plukovník, poslanec Říšské rady, člen Panské sněmovny, rytíř Řádu zlatého rouna, ∞ 1860 Luisa hraběnka von Bombelles (1831–1921)

Karlův mladší bratr Albrecht Jan Leopold (1796–1866) byl c. k. komořím, rytmistrem a později komturem komendy Maltézského řádu v Měcholupech. Sestra Anna (1802–1874) se provdala za polního podmaršálka barona Augusta Stillfrieda z Ratenic (1806–1897).
Karlův švagr Richard Meade, 3. hrabě z Clanwilliamu (1795–1879), byl britským diplomatem, státním podsekretářem zahraničí a vyslancem v Prusku. 

## Tituly a ocenění
Od narození byl uživatelem šlechtického titulu hrabě spojeného na základě císařského majestátu z roku 1792 s aliančním jménem Clam-Martinic. V roce 1810 byl jmenován c. k. komořím a ve funkci císařského generálního pobočníka obdržel v roce 1836 titul c. k. tajného rady s nárokem na oslovení Excelence. Jako voják a diplomat získal několik vysokých státních vyznamenání v Rakousku i v zahraničí.

### Rakousko
- rytířský kříž Leopoldova řádu
- Řád železné koruny I. třídy

### Zahraničí
- Řád svaté Anny I. třídy (Rusko)
- Řád svatého Vladimíra III. třídy (Rusko)
- Řád červené orlice II. třídy (Prusko)
- Řád svatých Mořice a Lazara (Sardinie)
- Řád svatého Ludvíka (Francie)
- Vojenský řád Maxe Josefa (Bavorsko)

## Zajímavost
V roce 1814 se Karel Jan ještě jako svobodný na Vídeňském kongresu intimně sblížil s provdanou hraběnkou Dorotheou de Talleyrand-Périgord. Dorothea byla tehdy rozhodnutá se vymanit ze svého nešťastného manželství s Edmondem de Talleyrand-Périgord a provdat se za hraběte Clam-Martinice.
Podle některých teorií by Karel Jan z Clam-Martinic mohl být otcem české spisovatelky Boženy Němcové. Dostupné zdroje uvádějí, že se ze vztahu Dorothey a Clam-Martinice skutečně narodila nemanželská dcera. Stalo se tak ve francouzských lázních Bourbon-l'Archambault, které Dorothea navštívila se svým strýcem, státníkem Talleyrandem v září 1816, již po rozchodu obou milenců (v březnu 1816). Dorothea neuznala toto nemanželské dítě oficiálně za vlastní a nechala je do matriky města zanést pod jménem Marie-Henriette Dessalles. Podle alternativních úvah o původu Boženy Němcové byla tato dívka později dána Dorotheinou sestrou, vévodkyní Kateřinou Vilemínou Zaháňskou, do opatrování manželům Panklovým, jejím služebníkům na ratibořickém panství.
Na počest hraběte postavili jeho úředníci v roce 1847 v polích u Smečna 11 m vysoký sloup zvaný Martinický obelisk.